# The Surrey with the Fringe on Top
The Surrey with the Fringe on Top est une chanson de la comédie musicale Oklahoma ! écrite par Rodgers et Hammerstein. C’est également un standard de jazz.

## Reprises
- Miles Davis, Steamin' with the Miles Davis Quintet, 1956;
- Billy Crystal et Meg Ryan, Quand Harry rencontre Sally, 1989.